# Hans Maurer (Prediger)
Hans Maurer genannt Zündauf – wie die 1521 erschienene satirische Flugschrift auch Karsthans genannt – war ein Arzt, der im reformatorischen Sinn zwischen 1521 und 1524 nachweislich in Straßburg, Horb und Täbingen gegen den Klerus predigend auftrat und zuletzt in Balingen inhaftiert wurde. Der reformatorische Wanderprediger wird auch mit dem Begriff des „Schwärmers“ etikettiert, den Luther für Aufrührer fand. Der Beiname Karsthans – im Mittelalter der Spottname für den Bauerntölpel – stand während der Reformation nicht mehr nur für den mit dem „Karst“, der mehrzinkigen Hacke, arbeitenden Bauern, sondern auch für einen selbstbewussten Bauernstand.

## Leben
Hans Maurer trat zunächst in Straßburg, dem Heimatort seines Schwiegervaters, auf. Von dort bereits 1522 verwiesen, tauchte er in Basel auf. Auch hier war er unerwünscht. Weitere Stationen seines Aufenthalts sind Weißenburg, Schlettstadt und das Zürcher Gebiet. Im Winter 1522/1523 predigte er in Horb am Neckar. Von Freiburg aus wurde er als landauf, landab ziehender Prediger an die österreichische Regierung gemeldet. Im Neckartal wurde er beschuldigt, die lutherische Lehre zu benutzen, um das einfache Volk zur Sammlung im Sinne der Bundschuh-Bewegung zu nutzen. Er wurde deswegen in Balingen inhaftiert und 1524 zur peinlichen Befragung nach Tübingen überführt. Im April 1525 wurde er auf Schloss Reichenberg bei Backnang gefangengesetzt. Danach verliert sich seine Spur.

## Gedenken
Die Ortschaft Täbingen, heute ein Stadtteil von Rosenfeld, würdigt sein Wirken mit der Benennung ihrer Pfarrkirche als Karsthans-Kirche, da seinem Wirken zu verdanken sei, dass Täbingen evangelisch wurde.

## Weblink
- Jakob Franck: Karsthans. In: Allgemeine Deutsche Biographie, Band 15 (1882), S. 431–434.